# Kamps (Unternehmen)
Die Kamps GmbH ist eine der größten Bäckereiketten Deutschlands. Sie vertreibt Backwaren aus eigener Herstellung in Deutschland und den Niederlanden, wobei der Großteil der rund 350 Standorte  in Nordrhein-Westfalen liegt. Ca. 270 Standorte werden von Franchise-Partnern betrieben. Seit 2015 gehört Kamps zur französischen Café- und Bäckereikette Groupe Le Duff.

## Geschichte

### Ursprung und Wachstum
Der Ursprung liegt in einer 1982 eröffneten Kamps-Bäckerei in Düsseldorf. 1992 wurde Kamps an die Borden, Inc., USA, verkauft, die 1994 wiederum durch die Investoren Kohlberg Kravis Roberts & Co. aufgekauft wurde. 1996 erfolgte ein Management-Buy-out des inzwischen auf 350 Bäckereistandorte in Deutschland angewachsenen Betriebs unter anderem durch Heiner Kamps. Das Unternehmen firmierte zuerst unter BBG Bäckerei Beteiligungsgesellschaft mbH und wurde 1997 in eine Aktiengesellschaft mit dem Namen Kamps AG umgewandelt.
Durch die Übernahme vieler einzelner Bäckereien sowie mehrerer großer Filialbäckereien wuchs diese Zahl der Bäckereien schnell an und wurde binnen fünf Jahren auf über 1000 gesteigert. Hinzu kamen die Übernahmen von Filialbäckereien im Ausland, vor allem in Frankreich und den Niederlanden, wo die Kamps AG 1999 die Bakker Bart Food Group mit der größten niederländischen Bäckereikette, Bakker Bart, von dem niederländischen Geschäftsmann Marcel Boekhoorn übernahm.
Neben dem klassischen Bäckereigeschäft stieg Kamps zudem in die Herstellung von Backwaren für den Lebensmittel-Einzelhandel und die Gastronomie ein, indem sie die Wendeln Brot GmbH mit Sitz in Garrel mit den Traditionsmarken „Golden Toast“ (gegr. 1963) und „Lieken Urkorn“ (gegr. 1925) erwarb. Ab Oktober 2002 firmierte die Wendeln Brot GmbH unter dem Namen Kamps Brot- und Backwaren GmbH und stellte zudem eine große Zahl vom Lebensmittel-Einzelhandel als Eigenmarken vertriebener Backwaren her. Außerdem werden Hamburgerbrötchen (Buns) für diverse Fastfoodketten, vornehmlich McDonald’s und Burger King, produziert. 2003 wurde ein 49-%-Anteil an der französischen Großbäckerei Harry’s erworben (nicht zu verwechseln mit der Schenefelder Großbäckerei Harry-Brot).

### Verkauf an Barilla und Umstrukturierung
2002 bekam die damalige Kamps AG aufgrund ihres schnellen Wachstums finanzielle Probleme. Deshalb konnte die italienische Barilla-Gruppe die Mehrheit der Aktien kaufen, wobei es ihr sogar gelang, den Firmengründer Heiner Kamps zum Ausstieg aus dem Konzern zu zwingen. 2004 übernahm die Barilla-Gruppe auch alle Anteile der Minderheitsaktionäre.
Bereits 2005 hatte sich der Umsatz des Unternehmens seit der Übernahme im Jahr 2002 von anfänglichen 1,8 Mrd. Euro auf 1,21 Mrd. Euro verringert; 2002 kam der Konzern in die Verlustzone. Die Zahl der Beschäftigten sank im gleichen Zeitraum von knapp 14.000 auf 7.800. Eine rückläufige Entwicklung zeichnete sich allerdings bereits vor der Barilla-Übernahme ab. Ab 2006 wurden keine Zahlen zur Kamps-Gruppe mehr veröffentlicht.
Im März 2008 kündigte Barilla an, das ursprüngliche Kerngeschäft von Kamps wieder zu verkaufen; die Industriebäckereien für verpackte Backwaren sollten aber behalten werden. Im März 2008 wurde die gesamte Kamps-Gruppe in Lieken AG umbenannt; auch die einzelnen Geschäftsbereiche bekamen teilweise neue Namen. Danach firmierte nur noch die Bäckereikette unter dem Namen Kamps (als Kamps GmbH, zu dieser Zeit eine 100-%-Tochter der Lieken AG).

### Verkauf an ECM
Im August 2010 wurden die fünf Handwerksbäckereien und 900 Bäckereien von Kamps (Umsatz 2009: ca. 300 Mio. Euro) an den Finanzinvestor ECM Equity Capital Management mit Sitz in Frankfurt am Main veräußert. Die Marken „Lieken Urkorn“ und „Golden Toast“ verblieben bei der Barilla-Gruppe und werden unter der Lieken AG weitergeführt, welche wiederum 2013 an die tschechische Agrofert-Gruppe verkauft wurde.
Mit der neuen Eigentumsstruktur konzentrierte sich das Unternehmen auf zwei Ziele: Die Stärkung des klassischen Bäckereistandortkonzepts in den Kamps-Kernregionen (Nordrhein-Westfalen und angrenzende Gebiete) einerseits und die Umsetzung des Kamps-Backstuben-Konzeptes im ganzen Bundesgebiet andererseits.
Im September 2010 veräußerte Kamps seine Produktionsstätten in Freiberg am Neckar inklusive rund 130 Verkaufsstandorten an die Stuttgarter Bäckerei Lang, die diese unter dem revitalisierten Namen Stefansbäck führt. Zeitgleich ging auch die ehemalige Nur-hier-Produktionsstätte in Hamburg-Lokstedt inklusive der rund 100 Verkaufsstandorte an die Nur hier GmbH, nun eine Tochter der Möllner Bäckerei Heinrich von Allwörden GmbH. Im Juni 2011 wurde auch ein großer Teil der Berliner Standorte an eine Tochtergesellschaft der De Mäkelbörger Backwaren GmbH, die Landbäckerei Der Havelländer, verkauft. Kamps betrieb in Berlin nun 13 Kamps-Backstuben in gehobenen Lagen. Im Bundesgebiet gab es 2012 rund 60 Kamps-Backstuben. Die Backwaren der Kamps-Backstuben werden aus von den zentralen Produktionsstätten zugelieferten Teiglingen vor Ort abgebacken. Dazu werden Snacks wie Brotschnitten, Obstbecher, Salate, Frühstücke und Suppen angeboten.

### Verkauf an Groupe Le Duff
Im Frühjahr 2015 verkaufte ECM Kamps an die größte französische Café- und Bäckereikette Groupe Le Duff.